# 川崎富作
川崎 富作（かわさき とみさく、1925年〈大正14年〉2月7日 - 2020年〈令和2年〉6月5日）は、日本の医師。医学博士。専門は小児科臨床。川崎病の発見者として知られる。

## 人物・来歴
東京府東京市浅草区浅草出身。
1948年（昭和23年）に、千葉医科大学臨時附属医学専門部（現在の千葉大学医学部）を卒業。1949年5月、同大学小児科に入局。1950年1月から日本赤十字社中央病院（現日本赤十字社医療センター）に勤務。1957年7月、千葉大学より学位を取得。
1961年（昭和36年）1月に、診察を受け持った4歳児の未知の疾患に遭遇した。翌1962年、非猩紅熱性落屑症候群の名前で千葉県小児科学会で報告、さらに1967年に自験50例をまとめた論文を雑誌『アレルギー』に発表し、注目を浴びた。
最初は単純な疾患と考えられたが、病理学的に冠動脈に動脈瘤が見られ、死亡例も多かったので、川崎病（Kawasaki disease）が定着した。1970年に厚生省が組織した川崎病研究班に参加。1990年（平成2年）に日赤医療センターを定年退職。川崎病に関する情報を収集・発信する日本川崎病研究センター理事長。東京都台東区に「川崎富作小児科診療室」を開く。久留米大学客員教授。
2013年（平成25年）に小児科外来医を引退。理由は、90歳近くなり、足腰に衰えが出て来たためという。
2020年（令和2年）6月5日、老衰のため、東京都内の病院で死去。95歳没。

## 受賞歴
- 1987年（昭和62年） - 武田医学賞
- 1989年（昭和64年） - 朝日賞[3]
- 1991年（平成3年） - 第81回日本学士院賞[8]
- 2006年（平成18年） - 第1回日本小児科学会賞[9]
- 2010年（平成22年） - 名誉都民[3][10]

## 著作
- 『川崎病』金原出版〈金原医学新書〉、1979年。
- 『川崎病ってどんな病気? : 川崎富作先生講演集会 記録』講演、川崎病の子供をもつ親の会〈親の会双書1〉、1983年。
- 『運・鈍・根・感・厳 : 大学受験落第生のたわごと』産業開発機構、1990年3月。
- 『川崎病は、いま : 聞き書き川崎富作』川崎富作 述, 細川静雄, 原信田実 編著、木魂社、2006年。

### 共編著
- 『川崎病(MCLS)研究のあゆみ : 病因診断から治療まで』草川三治, 重松逸造共編集、近代出版、1976年。ISBN 978-4309251806。
- 『赤ちゃん百科 : お誕生から3歳』高橋悦二郎共監修、小学館〈ホーム・ジャポニカ〉、1981年。
- 『川崎病』浜島義博,加藤裕久,重松逸造,柳川洋共編、南江堂、1988年。
- 古谷博共著『母子健康科学 2』放送大学教育振興会〈放送大学教材〉、1991年。
- 『川崎病の基本 = Kawasaki Disease』川崎富作総監修 ; 浜岡建城, 上村茂監修 ; 日本川崎病学会作成、協和企画 (発売)、2015年5月。

## 論文・寄稿文
- 小久保裕, 川崎富作「ペルガー氏家族性白血球核異常」『児科診療』第13巻第7号、診断と治療社、1950年7月、34-39頁、ISSN 03869970、NAID 40017847947。
- 川崎富作, 岩谷清秀「ペルガー氏家族性白血球核異常の一家系例」『児科診療』第13巻第11号、診断と治療社、1950年11月、59頁、ISSN 03869970、NAID 40017847815。
- 川崎富作「牛乳アレルギーに関する研究-1・2-」『日本小児科学会雑誌』第61巻第9号、日本小児科学会、1957年9月、ISSN 00016543、NAID 40018329238。
- 川崎富作「牛乳アレルギーに関する研究-3-」『日本小児科学会雑誌』第61巻第10号、日本小児科学会、1957年10月、ISSN 00016543、NAID 40018329121。
- 川崎富作「34.非猩紅熱性落屑症候群について(第61回日本小児科学会千葉地方会総会,第391回干葉医学会分科会)」『千葉医学会雑誌』第38巻第3号、千葉大学、1962年11月、279-280頁、ISSN 00093459、NAID 110007347001。
- 川崎富作「29. 特異な経過をとったレイ菌感染症の1幼児例(第454回千葉医学会例会 第66回日本小児学会千葉地方会総会)」『千葉医学会雑誌』第43巻第5号、千葉医学会、1968年、855頁、ISSN 0009-3459、NAID 110007349530。
- 川崎富作「小児の急性熱性皮膚粘膜淋巴腺症候群(仮称)」『小児科』第9巻第3号、金原出版、1968年3月、205-214,巻頭グラビア(目でみる小児科)2p、ISSN 00374121、NAID 40017890690。
- 渡辺三郎, 溝口勝, 川崎富作「38. 仮称川崎氏病と若干異なる病像を呈した症例(3例)(第481回千葉医学会例会,第67回日本小児科学会千葉地方会総会)」『千葉医学会雑誌』第46巻第1号、千葉医学会、1970年、137-138頁、ISSN 0009-3459、NAID 110007350221。
- 川崎富作「乳児結節性動脈周囲炎の2剖検例とその臨床的特徴-2-特に急性熱性皮膚粘膜リンパ節症候群との関係について」『治療』第52巻第4号、南山堂、1970年4月、811-818頁、ISSN 00225207、NAID 40018055239。
- 川崎富作「小児の急性熱性皮膚粘膜リンパ節症候群(MCLS)(パネルディスカッション) (第75回日本小児学会総会)」『日本小児科学会雑誌』第76巻第11号、日本小児科学会、1972年11月、695-700頁、ISSN 00016543、NAID 40018326056。
- 川崎富作「川崎熱発見とその後の研究動向 (川崎病(MCLS)--急性熱性皮膚粘膜リンパ節症候群--その本態を求めて)」『日本臨床』第34巻第2号、日本臨床社、1976年2月、222-227頁、ISSN 00471852、NAID 40003054677。
- 川崎富作「外国における川崎病の症例報告 (川崎病(MCLS)--急性熱性皮膚粘膜リンパ節症候群--その本態を求めて)」『日本臨床』第34巻第2号、日本臨床社、1976年2月、318-324頁、ISSN 00471852、NAID 40003054693。
- 村井貞子, 稲積温子, 金子義徳, 奥田六郎, 田中陸男, 川崎富作「人血清中のA群溶連菌T抗体の研究M抗体との関連について」『感染症学雑誌』第56巻第3号、日本感染症学会、1982年、227-239頁、doi:10.11150/kansenshogakuzasshi1970.56.227、ISSN 0387-5911、NAID 130004328782。
- 川崎富作「川崎病の研究史と展望 (川崎病1983年<特集>)」『日本臨床』第41巻第9号、日本臨床社、1983年9月、1964-1969頁、ISSN 00471852、NAID 40003059947。
- 柳瀬義男, 川崎富作, 吉野谷定美, 相川崇史, 三田村忠行, 三好裕司, 橋本嘉, 村中正治, 宮本昭正「川崎病患者における血清 Immune Complex についての検討」『アレルギー』第33巻第1号、日本アレルギー学会、1984年、59-65頁、doi:10.15036/arerugi.33.59、ISSN 0021-4884、NAID 110002413573。
- 川崎富作「新しい "診断の手引き" の解説」『小児科』第26巻、1985年、985-993頁、NAID 50002004194。
- 川崎富作「総説 川崎病概論」『日赤医学』第39巻第4号、大阪赤十字病院医歯薬学研究会(日本赤十字社医学会)、1987年12月、183-193頁、ISSN 0387-1215、NAID 120005298966。
- 川崎富作「川崎病夜話」『日本小児皮膚科学会雑誌』第16巻第2号、1997年11月、1-6頁、ISSN 02869608、NAID 10009421727。
- 川崎富作「グラフ 症状からみた川崎病」『日本医事新報』第3926号、日本医事新報社、1999年7月、33-36頁、ISSN 03859215、NAID 40002822524。
- 川崎富作「川崎病との出会いから世に認められるまで」『千葉医学雑誌』第77巻第6号、千葉医学会、2001年12月、1-1頁、ISSN 0303-5476、NAID 110004664576。
- 川崎富作「川崎病」『日本内科学会雑誌』第91巻第3号、日本内科学会、2002年3月、838-840頁、doi:10.2169/naika.91.838、ISSN 00215384、NAID 10008546878。
- 川崎富作「川崎病の発見」『循環器専門医』第24巻第1号、日本循環器学会、2016年、129-133頁、doi:10.1253/jjcsc.24.1_129、ISSN 0918-9599、NAID 130006575749。
- 鈴木和男, 髙橋啓, 岡崎富男, 小林茂人, JayneDavid, Merkel Peter A.「川崎富作先生の偉業を偲んで」『ADC Letter for Infectious Disease Control』第7巻第2号、帝京大学 アジア国際感染症制御研究所、2020年、39-49頁、doi:10.20814/adc.7.2_39、ISSN 2189-5171、NAID 130007882241。